# Sávtartó asszisztens
A sávtartó rendszer a sofőrt a járművek sávelhagyására figyelmeztető rendszer.
Az első ilyen rendszert az Egyesült Államok Iteris nevű vállalata készítette el, és Európában szerelték be egy Mercedes Actros elnevezésű kamionba. A rendszer 2000-ben debütált, és azóta már a legtöbb kamionban elérhető funkció. 2002-ben az Iteris rendszer elérhetővé vált az amerikai kamionokon is. Mindkét esetben a járművezetőt hangjelzések figyelmeztetik a nem szándékos sávelhagyás esetén. A rendszer nem figyelmeztet, ha a sávváltás előtt aktív irányjelzést ad a vezető.
2002: A Toyota megalkotta a saját sávtartó rendszerét, a Lane Monitoring Systemet, és elkezdte Japánban értékesíteni. A rendszer akkor jelzett, ha a jármű elindult sáv széle felé.
2003: A Honda elindította Lane Keep Assist System rendszerét (LKAS). Ez biztosítja a kormányzási nyomaték akár 80%-át is, hogy az autót az autópálya sávjában tartsa. Azt is tervezték, a még könnyebb autópályás vezetés érdekében, hogy egy biccentéssel az autó magától sávot váltson, ezzel csökkentve a vezető kormányzási beviteleit. A szélvédő tetején a visszapillantó tükör fölé szerelt kamera 40 fokos szögű látótérben keresi az utat, felveszi a szaggatott fehér vonalat, amely felosztja a sáv határait az autópályán. A számítógép felismeri, milyen éles a görbe, és olyan tényezőket használ, mint a lejtés és a jármű sebessége, hogy kiszámítsa a szükséges kormányszögállást.
2005: A Citroën lett az első Európában, amely az LDWS (Lane Departure Warning System)-t kínálta 2005-ös C4, C5, C6 modelljein. Ez a rendszer infravörös érzékelőket használ az útfelületen lévő sávjelzések megfigyelésére, és egy rezgő mechanizmus az ülésen figyelmezteti a sofőrt a sáv szélének a megközelítése esetén.
2006: A Lexus a Lane Keeping Assist nevű rendszerét először az LS 460-ba vezette be, amely sztereó kamerákat és kifinomultabb objektum- és mintafelismerési processzorokat használ. Ez a rendszer audiovizuális figyelmeztetést bocsáthat ki, és (az elektromos szervokormányzás vagy az EPS segítségével) irányítja a járművet, hogy megtartsa a sávot. Ezenkívül erős ellenirányú nyomatékot is alkalmaz a kormánykeréken annak érdekében, hogy a vezető ne borítsa fel az autót a hirtelen kormányrángatással, miközben megpróbálja visszaállítani a járművet a megfelelő sávba. Ha a sebességtartó automatika be van kapcsolva, akkor a Lane Keep funkció segít a kormányberendezés bemeneti terheinek csökkentésében a kormányzási nyomaték biztosításával, azonban a vezetőnek aktívnak kell lennie, vagy a rendszer kikapcsol.
2007: Az Audinál megjelent a Audi Lane Assist funkció a Q7-ben. Ez a rendszer, ellentétben a japán "segítő" rendszerekkel, nem avatkozik be a tényleges vezetésbe, inkább csak rezgeti a kormányt, ha úgy tűnik, hogy a jármű kilép a sávjából. Az Audi LDW rendszere egy elölről jövő videókamerával rendelkezik a látható tartományban, a Citroën lefelé néző infravörös érzékelői helyett.
2009: A Mercedes-Benz bevezette Lane Keeping Assist funkcióját az új E osztályon. Ez a rendszer figyelmezteti a járművezetőt (kormánykerékrezgéssel), ha úgy tűnik, hogy a jármű kezdi elhagyni a sávot. Ez a funkció automatikusan kikapcsol és újra aktiválódik, ha megállapítja, hogy a vezető szándékosan elhagyja a sávját (pl. agresszíven kanyarodik).
2014: A Tesla Model S 2014-ben létrehozta az Advanced Lane Assistance Systemset. Ezenkívül egy Speed Assist funkciót is, ahol az elülső kamera a karakterfelismerő rendszerének segítségével leolvassa a közlekedési táblákon látható sebességhatárokat, majd továbbítja az autónak. Olyan utakon, ahol a közlekedési jelek hiányoznak, a GPS-adatokra támaszkodik. Amikor az autó elhagyja a sávot, a rendszer hangjelzést ad, és a kormánykerék rezeg, figyelmezteti a vezetőt, hogy nem szándékolt sávváltást hajt végre.